# Monster Truck Madness 2
Monster Truck Madness 2 — компьютерная игра в жанре аркадных автогонок, которая была разработана компанией Terminal Reality и издана компанией Microsoft в 1998 году. Игра была оптимизирована под операционные системы Windows 95 и Windows NT. В 1999 году игра была портирована на консоль Nintendo 64 под названием Monster Truck Madness 64 компанией Edge of Reality и издана компанией Rockstar Games.
Данная игра — это продолжение первой части Monster Truck Madness, которая была выпущена эксклюзивно для Windows. Monster Truck Madness 2 была одной из первых гоночных игр с возможностью играть по мультиплееру. В игре представлены самые популярные монстр-траки, такие как Бигфут, Могильщик и другие.

## Игровой процесс
Сиквел предлагает нам улучшенную графику, обновлённый интерфейс и треки с разными погодными условиями, игра стала на голову выше предшественника во многих параметрах. Что удивительно, в сиквеле использовали по сути тот же движок, что и в первой части. Файловые монтажные системы[прояснить] игры дают возможность добавлять (или удалять) пользовательские треки и грузовики в игру с помощью разных редакторов.

## Оценки
| Сводный рейтинг    | Сводный рейтинг | Сводный рейтинг |
| Издание            | Оценка          | Оценка          |
| Издание            | N64             | PC              |
| ------------------ | --------------- | --------------- |
| GameRankings       | 50,61 %         | 76,33 %         |
| MobyRank           | 58/100          | 73/100          |
| Иноязычные издания |                 |                 |
| Издание            | Оценка          | Оценка          |
| Издание            | N64             | PC              |
| GameSpot           | 3,9/10          | 7,4/10          |
| IGN                | 7,1/10          |                 |

Версия игры для Windows получила в целом положительные отзывы. В обзоре от GameSpot отмечается разнообразие трасс, настраиваемые погодные условия, а также наличие лицензий на известные гоночные команды, что даже позволило включить в игру видеовставки от знаменитых рестлеров. Из недостатков указано отсутствие режима карьеры.
Игра для Nintendo 64 получила смешанные отзывы. GameSpot обращает внимание на неудобное управление, излишнюю сложность при игре с компьютерными противниками и отсутствие поддержки карты памяти. Оценка IGN более положительна: хотя также упоминается непростое управление, с геймплейной точки зрения игра не вызывает нареканий. Оба издания ставят игре в плюс интересный мультиплеер и наличие реальных гоночных команд.